# Географічна зональність
Географі́чна зона́льність — це одна з властивостей географічної оболонки, що характеризується зміною природних комплексів та їхніх компонентів залежно від зміни географічної широти.

## Дослідження
У працях давньогрецьких вчених з'явилися перші відомості про наявність природної зональності. Так, у V ст. до н. е. Геродот й Евдонікс визначили п'ять зон Землі: тропічну, дві помірні і дві полярні. Арістотель (IV ст. до н. е.) мав докази кулястості Землі, тому висловив думку, що за жарким поясом пояси у південній півкулі мають повторювати пояси північної півкулі.
Німецький географ А. Гумбольдт встановив кліматичні й рослинні зони Землі («Географія рослин», 1836 р.).
У 1899 р. В. Докучаєв у книзі «Вчення про зони природи. Горизонтальні і вертикальні ґрунтові зони» виклав думки про географічну зональність.
Г. Висоцький у 1905 р. увів показник кліматичного зволоження, що дорівнює відношенню кількості опадів до випаровуваності. Він використав його для європейської частини Росії.
М. Іванов у 1948 р. запропонував замінити показник кліматичного зволоження коефіцієнтом зволоження, на підставі якого побудував ізолінії для Землі, показавши, що межі природних зон збігаються з коефіцієнтом зволоження.
А. Григор'єв досліджував причини й чинники зональності. Він дійшов висновку про велику роль співвідношення радіаційного балансу й кількості річних опадів.
А. Григор'єв і М. Будико у 1956 р. сформулювали періодичний закон географічної зональності, згідно якого встановлюється повторення однотипних географічних зон всередині поясів у залежності від співвідношення тепла і вологи.
Пізніше М. Будико для обґрунтування періодичного закону запропонував радіаційний індекс сухості, що є відношенням кількості сонячної енергії до витрат тепла на випаровування. Як встановлено, є тісний зв'язок географічних зон з величиною надходження сонячного тепла і радіаційним індексом сухості. Наприклад, індекс сухості більше 3 визначає пустелі.
У другій половині ХХ століття в межах географічної оболонки почали виділяти[хто?] географічні пояси й природні зони.

## Причини
Сфероїдальна форма Землі та її розташування відносно Сонця сприяли виникненню географічної зональності. Від екватора до полюсів змінюється кут падіння сонячних променів, що впливає на кількість сонячної радіації. Добове обертання Землі спричиняє відхилення повітряних мас у Північній півкулі вправо, а у Південній – вліво, що також змінює структуру зональності. Такий зональний розподіл сонячної енергії й тепла зумовив наявність кліматичної зональності, зональності поверхневого стоку, геохімічних, ґрунтоутворюючих та ерозійних процесів, рослинності та її продуктивності, тваринного світу та природно-територіальних комплексів.
Розподіл материків та океанів, характер рельєфу також мають значний вплив на географічну зональність.

## Різновиди

### Горизонтальна зональність
Горизонтальна зональність (або широтна зональність) на суходолі найкраще представлена на рівнинах, що займають великі території. Географічні пояси — найбільша одиниця географічної зональності. Їх виділяють за відносною однорідністю клімату. На планеті виділяють 13 географічних поясів: два полярні, два субполярні, два помірні, два субтропічні, два тропічні, два субекваторіальні та екваторіальний. В основі формування особливостей природи кожного поясу лежить взаємодія ендогенних та екзогенних чинників.
Географічні пояси поділяються на менші за розмірами, режимом зволоження та континентальністю природні комплекси — природні зони. Як правило, природні зони змінюються від екватора до полюсів: вологі екваторіальні ліси (сельва, гілея), перемінно-вологі (у тому числі мусонні) ліси, савани і рідколісся, напівпустелі і пустелі, твердолисті вічнозелені ліси та чагарники (середземноморські), степи, лісостеп, широколистяні ліси, мішані ліси, тайга, лісотундра, тундра, арктичні й антарктичні пустелі. Наприклад, у межах Східноєвропейської рівнини виділяють такі природні зони, як степ, лісостеп, широколистяні ліси, мішані ліси, тайга, лісотундра, тундра.

### Вертикальна зональність
Вертикальна зональність (або висотна зональність) характерна для гірської місцевості й представлена висотними поясами. У горах кількість та особливості природних комплексів і ландшафтоутворюючих процесів залежить від абсолютної висоти, експозиції схилів, простягання хребтів відносно руху домінуючих повітряних мас та географічного положення. Наприклад, висотна поясність в Українських Карпатах представлена низовинним поясом (100—200 м), передгірним поясом (200—500 м), низькогірним поясом (400—1100 м), середньогірним поясом (1100—1500 м), субальпійським поясом (1500—1800 м), альпійським поясом (понад 1800 м).

## Значення
Географічна зональність має найбільший вплив на сільське, лісове, водне і мисливське господарство, меліорацію та рекультивацію земель. Її необхідно враховувати при територіальному плануванні, у містобудуванні, рекреації, туризмі тощо.